# Oxford Junction (Iowa)
Oxford Junction est une ville du  comté de Jones, en Iowa, aux États-Unis. Elle est fondée en 1872 et incorporée le 15 janvier 1884.

## Source de la traduction
- (en) Cet article est partiellement ou en totalité issu de l’article de Wikipédia en anglais intitulé « Oxford Junction, Iowa » (voir la liste des auteurs).